# Ефект Лазаря (фільм)
Ефект Лазаря (англ. The Lazarus Effect) — американський містичний фільм жахів 2015 року режисера Девіда Гелба. Головні ролі в фільмі виконали Марк Дюпласс, Олівія Вайлд, Дональд Гловер, Еван Пітерс та Сара Болджер. Фільм був випущений 27 лютого 2015 року компанією Relativity Media.

## Сюжет
Команда допитливих студентів медиків з’ясовує таємницю воскресіння людей. Однак – це відкриття призводить до жахливих наслідків.

## У ролях
- Марк Дюпласс в ролі доктора Френк Волтон
- Олівія Вайлд в ролі доктора Зої МакКоннелл
- Сара Болджер в ролі Єви
- Еван Пітерс в ролі Клей
- Дональд Гловер в ролі Ніко
- Рей Вайс в ролі містер Воллес
- Емі Акіно в ролі президента Даллі

## Сприйняття
Ефект Лазаря отримав загалом негативні відгуки критиків. Вебсайт агрегатор рецензій Rotten Tomatoes надав фільму 17% схвальних відгуків, ґрунтуючись на 96 оглядах, із середнім рейтингом 3,8 / 10. При цьому було зазначено що " Ефект Лазаря має талановитий акторський склад і проблиск цікавої ідеї, але втрачає шляхом прісних персонажів та нецікавих, шаблонних сюжетних ліній".  На Metacritic фільм має оцінку 31 зі 100, на основі 29  відгуків критиків, що свідчить про "загалом несприятливі огляди". 